# رژابینتس ا رژابینتسکه تونی
رژابینتس ا رژابینتسکه تونی (به لاتین: Řežabinec a Řežabinecké tůně) یک منطقهٔ مسکونی در جمهوری چک است که در کسترانی واقع شده‌است.